# 薩摩型戰艦
薩摩級戰艦（さつまがたせんかん）是大日本帝國海軍的戰艦型式，且為日本最初的國產戰艦。
薩摩級共建造了薩摩與安藝2隻。兩艦之間各有不少差異，但基本上仍為同級。当本舰在1905年铺设龙骨时，原计划成为世界首艘“全大口径火炮”战列舰，比英国的无畏舰战列舰更早。但由于日俄战争的巨额开销几乎拖垮日本，因此为节省成本，竣工时仅安装了4门41式12寸45倍口径主炮，侧舷火力（amidship guns）被缩减为41式10英寸45倍口径火炮。竣工時為當時世界最大的戰艦，為在海軍核心中相當期待建造的，其竣工的時候因無畏艦出現所以立刻變得落伍。其後參加了第一次世界大戰，後來因年滿華盛頓裁軍條約所制制的20年而被廢棄處分。

## 同級艦
| 船名 | 製造廠             | 建造時間                      | 服役時間                     | 結局                     | 圖片 |
| ---- | ------------------ | ----------------------------- | ---------------------------- | ------------------------ | ---- |
| 薩摩 | 日本横須賀海軍工廠 | 1905年5月15日～1906年11月15日 | 1910年3月25日～1923年9月20日 | 1924年9月7日作為靶艦沉沒 |      |
| 安艺 | 日本吳海軍工廠     | 1906年3月15日～1907年4月14日  | 1911年3月11日～1923年9月20日 | 1924年9月7日作為靶艦沉沒 |      |

## 相關項目
- 大日本帝國海軍艦艇列表